# Biografielijst Am

## Ama
- Shola Ama (1979), Brits zangeres

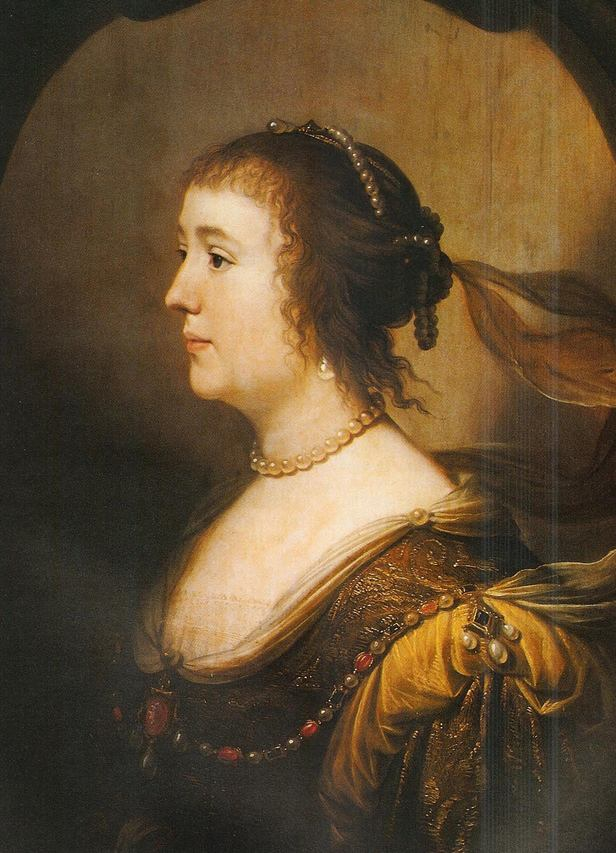
Amalia van Solms

- Hama Amadou (1950-2024), Nigerees politicus; premier (1995-1996, 2001-2007)
- Alice Amafo (1977), Surinaams politica
- Edoardo Amaldi (1908-1989), Italiaans natuurkundige
- Amalia van Nassau-Weilburg (1776-1841), Duits prinses
- Amalia van Saksen-Weimar-Eisenach (1830-1872), eerste echtgenote van Hendrik van Oranje-Nassau
- Amalia van Solms (1602-1675), echtgenote van Frederik Hendrik
- Amalia Augusta van Beieren (1801-1877), dochter van koning Maximiliaan I van Beieren
- Amalia Louise van Koerland (1687-1750), regentes van Nassau-Siegen
- Andrej Amalrik (1938-1980), Russisch schrijver en dissident
- Leila Aman (1977), Ethiopisch atlete
- Mohammed Aman (1994), Ethiopisch atleet
- Amancio Amaro Varela (1939-2023), Spaans voetballer
- Tom Amandes (1959), Amerikaans acteur en filmregisseur
- Edgar Amanh (1946), Surinaams diplomaat
- Akgul Amanmuradova (1984), Oezbeeks tennisster
- Hiroshi Amano (1960), Japans natuurkundige en Nobelprijswinnaar
- Armand Amar (1953), Frans componist
- Agueda Amaral (1972), Oost-Timorees marathonloopster
- Angelo Amato (1938), Italiaans aartsbisschop
- Giuliano Amato (1938), Italiaans politicus
- Prospero Amatong (1931-2009), Filipijns politicus
- Carmen Amaya (1913-1963), Spaans flamencodanseres, -zangeres en filmactrice

## Amb
- Zoël Amberg (1992), Zwitsers autocoureur
- Stephen Ambrose (1936-2002), Amerikaans historicus
- Paul Ambrosi (1980), Ecuadoraans voetballer
- Ambrosius van Milaan (339-397) kerkvader
- Elias Ambühl (1992), Zwitsers freestyleskiër

## Amd
- Gene Amdahl (1922–2015), Amerikaans natuurkundige en ondernemer

## Ame

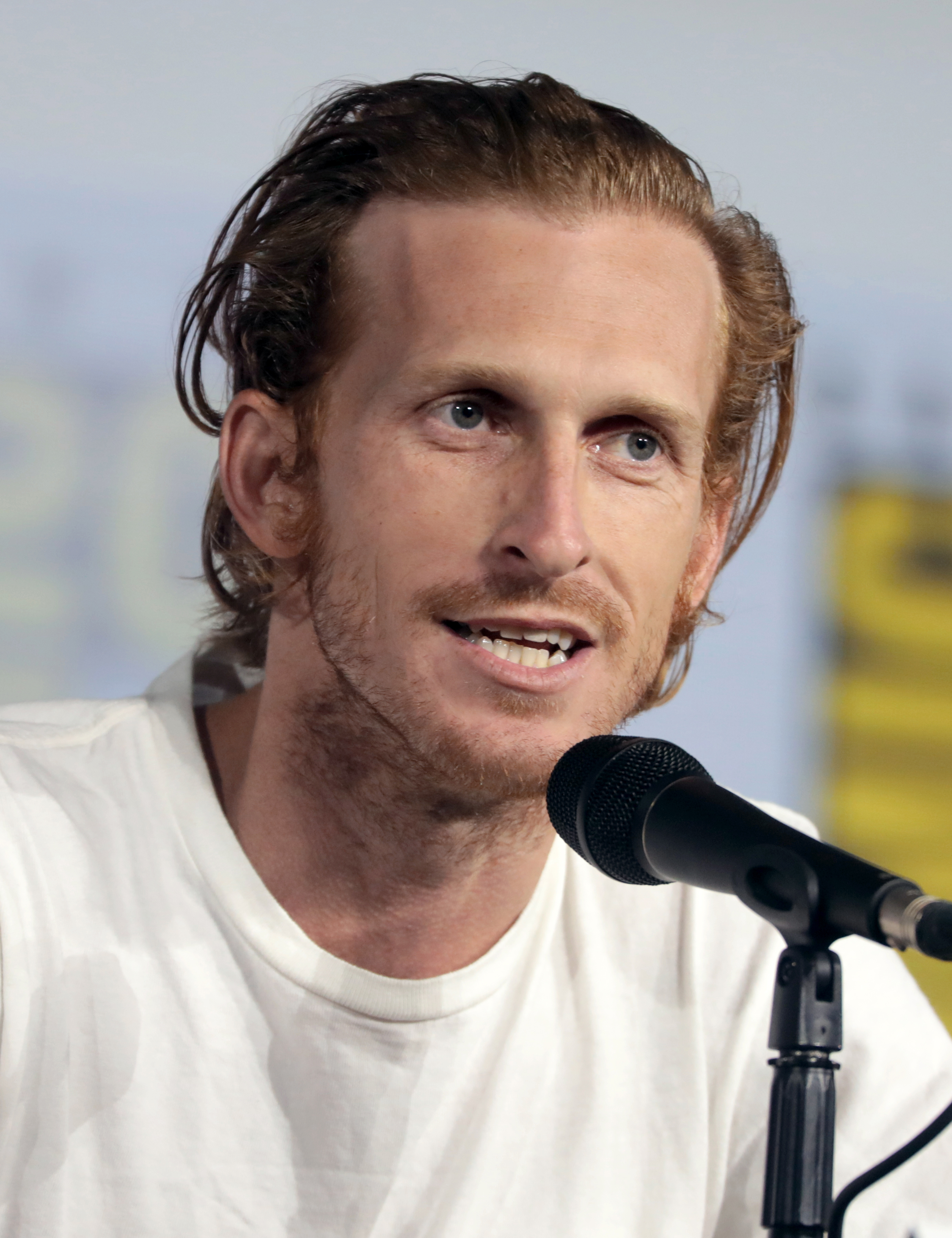
Austin Amelio, 2019

- Amedeo van België (1986), Belgisch prins
- John Patrick Amedori (1987), Amerikaans acteur
- Olivier Ameisen (1953-2013), Frans cardioloog
- Austin Amelio (1988), Amerikaanse acteur
- Marius van Amelsvoort (1930-2006), Nederlands politicus
- Adèle Amelot-Schmitz (1896-1985), Belgisch Rechtvaardige onder de Volkeren
- Alfred Amelot (1868-1966), Belgisch politicus
- Alejandro Amenábar (1972), Chileens-Spaans regisseur
- Rolf-Dieter Amend (1949-2022), Oost-Duits kanovaarder
- Amenemhat I, farao van Egypte (1985-1955 v.Chr.)
- Amenhotep I, farao van Egypte (1526-1506 v.Chr.)
- Amenhotep II, farao van Egypte (1425-1401 v.Chr.)
- Amenhotep III, farao van Egypte (1390-1352 v.Chr.)
- Amenhotep IV (Achnaton), farao van Egypte (1352-1338 v.Chr.)
- Sandro de América (1945-2010), Argentijns zanger en acteur
- Martin van Amerongen (1941-2002), Nederlands journalist, columnist en publicist
- Thijs van Amerongen (1986), Nederlands wielrenner
- Christine Amertil (1979), Bahamaans atlete
- Jean Améry (1912-1978), Joods-Oostenrijks publicist
- Adelbert Ames jr. (1880-1955), Amerikaans wetenschapper en bedenker van de Ames-kamer
- Edward Ames (1870-1958), Amerikaans pragmatisch filosoof
- Mary Francis Ames (1853-1929), Brits schrijver en illustrator
- Sir David Amess (1952-2021), Brits politicus

## Amg
- Jyoti Amge (1983), Indiaas kleinste vrouw ter wereld.

## Amh
- Najib Amhali (1971), Nederlands cabaretier

## Ami
- Antonio d'Amico (1992), Italiaans autocoureur
- Hafizullah Amin (1929-1979), Afghaans president
- Idi Amin (ca.1926-2003), Oegandees dictator (1971-1979)
- Amina (1962), Tunesisch zangeres en actrice
- Yigal Amir (1970), Israëlisch moordenaar
- Kingsley Amis (1922-1995), Brits schrijver
- Martin Amis (1949-2023), Brits schrijver
- Meir Amit (1921-2009), Israëlisch generaal, inlichtingenofficier en politicus
- Yehuda Amital (1924-2010), Israëlisch politicus

## Amm
- Els Amman (1931-1978), Nederlands kunstenares
- Bartolomeo Ammanati (1511-1592), Italiaans architect
- Simon Ammann (1981), Zwitsers schansspringer
- Willeke van Ammelrooy (1944), Nederlands actrice
- Ahmed Ammi (1981), Marokkaans-Nederlands voetballer
- Fouad Ammoun (1899-1977), Libanees minister, diplomaat en rechter

## Amn
- John Amner (1579-1641), Brits componist

## Amo
- Joseph Paul Amoah (1997), Ghanees atleet
- Matthew Amoah (1980), Ghanees voetballer
- Florent Amodio (1990), Frans kunstschaatser
- Daniel Amokachi (1972), Nigeriaans voetballer
- Chris Amon (1943-2016), Nieuw-Zeelands autocoureur
- Marcel Amont (1929-2023), Frans zanger
- Javier del Amor (1976), Spaans motorcoureur
- Frédéric Amorison (1978), Belgisch wielrenner
- Fernando Amorsolo (1892-1972), Filipijns kunstschilder
- Pablo Amorsolo (1898-1945), Filipijns kunstschilder
- Amos (8e eeuw v.Chr.), Joods profeet
- John Amos (1939-2024), Amerikaans acteur en Americanfootballspeler
- Nijel Amos (1994), Botswaans atleet
- Tori Amos (1963), Amerikaans zanger en tekstschrijver

## Amp

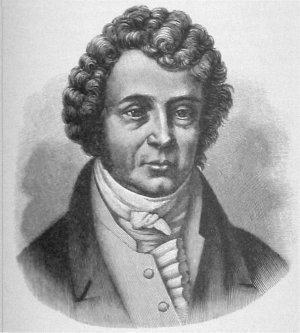
André-Marie Ampère

- André-Marie Ampère (1775-1836), Frans wis- en natuurkundige
- Jean-Jacques Ampère (1800-1864), Frans historicus, filoloog en zoon van André-Marie Ampère
- Uwe Ampler (1964), Duits wielrenner

## Amr
- Nordin Amrabat (1987), Nederlands voetballer
- Hasan al-Amri (1916), Noord-Jemenitisch politicus

## Ams
- Ariane Amsberg (1930-2016), Nederlands actrice, auteur en feministe
- Kiki Amsberg  (1939), Nederlands auteur, televisieregisseur, journalist en programmamaker
- Jakob Amsler (1823-1912), Zwitsers wiskundige, natuurkundige, ingenieur en uitvinder
- Jan van Amstel (1618-1669), Hollands marineofficier
- Simon Amstell (1979), Brits presentator

## Amt
- Alice Amter, Brits actrice

## Amu
- Harald Østberg Amundsen (1998), Noors langlaufer
- Roald Amundsen (1872-1928), Noors ontdekkingsreiziger
- Steinar Amundsen (1945-2022), Noors kanovaarder
- Eva Amurri (1985), Amerikaans actrice
- Tobi Amusan (1997), Nigeriaans atlete

## Amy
- Mohammed Amyn (1976), Marokkaans atleet